# Liste antiker Ortsnamen und geographischer Bezeichnungen/Ra
| Lateinischer Name | Griechischer Name                  | Beschreibung                                                 | Heute                                                          | Quellen und Verweise   | Lage |
| ----------------- | ---------------------------------- | ------------------------------------------------------------ | -------------------------------------------------------------- | ---------------------- | ---- |
| Raamah            |                                    |                                                              |                                                                | Smith;                 |      |
| Raamses           |                                    |                                                              |                                                                | Smith;                 |      |
| Ragae             |                                    |                                                              |                                                                | Smith;                 |      |
| Ragando           |                                    |                                                              |                                                                | Smith;                 |      |
| Ragau             | Ῥαγαῦ (Rhagau)                     | Stadt in Parthia                                             |                                                                | Smith;                 |      |
| Ragirava          |                                    |                                                              |                                                                | Smith;                 |      |
| Ramah, Ramatha    | Ῥαμά (Rhama)                       | biblischer Ort im Gebiet des israelitischen Stammes Ephraim  |                                                                | Smith;                 |      |
| Ramah             | Ῥαμά (Rhama)                       | biblischer Ort im Gebiet des israelitischen Stammes Benjamin |                                                                | Smith;                 |      |
| Ramatha           |                                    | siehe Ramah 1                                                |                                                                |                        |      |
| Rambacia          |                                    |                                                              |                                                                | Smith;                 |      |
| Rame, Rama        |                                    | Stadt in Gallia Narbonensis                                  | bei La Roche-de-Rame im Département Hautes-Alpes in Frankreich | Smith;                 |      |
| Ramista           |                                    |                                                              |                                                                | Smith;                 |      |
| Ramoth            |                                    |                                                              |                                                                | Smith;                 |      |
| Ranilum           |                                    |                                                              |                                                                | Smith;                 |      |
| Raphanaea         |                                    |                                                              |                                                                | Smith;                 |      |
| Raphia            | Ῥαφία (Rhaphia), Ῥάφεια (Rhapheia) | Stadt an der Küste von Palästina                             | Rafah im Süden des Gazastreifens                               | Smith;                 |      |
| Rappiana          |                                    |                                                              |                                                                | Smith;                 |      |
| Rapraua           |                                    |                                                              |                                                                | Smith;                 |      |
| Rarapia           |                                    |                                                              |                                                                | Smith;                 |      |
| Rarassa           |                                    |                                                              |                                                                | Smith;                 |      |
| Rasena            |                                    |                                                              |                                                                | Smith;                 |      |
| Ratae             |                                    |                                                              |                                                                | Smith;                 |      |
| Rataneum          |                                    |                                                              |                                                                | Smith;                 |      |
| Ratiaria          | Ῥατιαρία (Rhatiaria)               | römische Stadt und Kastell in Moesia superior                | zwischen Widin und Lom in Bulgarien                            | Smith;                 |      |
| Ratiatum          |                                    |                                                              |                                                                | Smith;                 |      |
| Ratomagus         |                                    |                                                              |                                                                | Smith;                 |      |
| Rauda             | Ῥαύδα (Rhauda)                     | Stadt der Vaccaei in Hispania Tarraconensis                  | Roa in Spanien                                                 | Smith;                 |      |
| Raudii Campi      |                                    |                                                              |                                                                | Smith;                 |      |
| Rauraci           |                                    |                                                              |                                                                | Smith;                 |      |
| Rauranum          |                                    |                                                              |                                                                | Smith;                 |      |
| Rauraris          |                                    |                                                              |                                                                | Smith;                 |      |
| Ravenna           | Ῥαούεννα (Rhaouenna)               | Hafenstadt von Gallia cispadana                              | Ravenna in Italien                                             | PECS; Pleiades; Smith; |      |
| Ravius            |                                    |                                                              |                                                                | Smith;                 |      |